# Lompobattangflugsnappare
Lompobattangflugsnappare (Ficedula bonthaina) är en starkt utrotningshotad fågel i familjen flugsnappare som förekommer i Indonesien.

## Utseende
Lompobattangflugsnapparen är en mycket liten (10–11 cm) och oansenlig medlem av familjen. Hanen är olivbrun ovan, på stjärt och övre stjärttäckare djupt kastanjefärgad. Den har en stor orange fläck ovan tygeln samt orangebeige strupe och övre del av bröstet. Från nedre delen av bröstet till undergumpen är den vit med gråbruna flanker. Honan har ljusare bröst och strupe.

## Utbredning och systematik
Fågeln förekommer på sydvästra Sulawesi i det så kallade Lompobattangmassivet. Den behandlas som monotypisk, det vill säga att den inte delas in i några underarter.

## Status och hot
Fågeln har en mycket liten världspopulation och begränsat utbredningsområde. Den tros dessutom minska i antal till följd av habitatförlust. IUCN kategoriserar den därför som starkt hotad.